# 1825 en science
| Années de la science : 1822 - 1823 - 1824 - 1825 - 1826 - 1827 - 1828    |
| Décennies de la science : 1790 - 1800 - 1810 - 1820 - 1830 - 1840 - 1850 |

Cet article présente les faits marquants de l'année 1825 en science.

## Événements
- 5 janvier : les savants Eugène Chevreul et Gay-Lussac déposent un brevet pour la fabrication de bougies stéariques[1].

- 18 février : le chimiste danois Ørsted communique à l'Académie des sciences de Copenhague sa découverte du principe de la fabrication de l’aluminium, par l'action du potassium sur le chlorure d'aluminium. L'allemand Friedrich Wöhler perfectionne son procédé et obtient de l'aluminium pratiquement pur en 1827[2].
- Février : l'ingénieur américain John Stevens (en) inaugure la première locomotive à vapeur construite aux États-Unis[3].
- 28 février et 7 mars : Étienne Geoffroy Saint-Hilaire lit devant l'Académie des sciences son mémoire Des affinités du crocodile de Caen, et de la formation à son sujet d'un nouveau genre sous le nom de Téléosaurus. Il ouvre la controverse des crocodiles de Caen (1825-1832) qui l'oppose à Georges Cuvier, qui attribut les fossiles de Caen à une espèce disparue du genre gavialis (1823) selon les théories fixiste et catastrophiste, tandis que Saint-Hilaire rallié au transformisme considère que les gavials actuels descendent des Teleosaurus fossiles découvert à Caen et des Steneosaurus du Havre et de Honfleur[4].

- 16 juin : Michael Faraday lit devant la Royal Society son mémoire Sur un nouveau composé de carbone et d'hydrogène obtenu par la décomposition de l'huile par la chaleur, dans lequel il présente sa découverte d'un corps nouveau, qui appelle le bicarbure d'hydrogène[5], appelé plus tard benzène, isolé  dans le gaz d'éclairage comprimé, le premier composé aromatique[6].
- 29 juin : Louis Becquey, directeur général des ponts et chaussées et des mines, charge l’ingénieur des mines André Brochant de Villiers de diriger le projet de carte géologique de la France. Armand Dufrénoy et Léonce Élie de Beaumont, tous deux ingénieurs des mines, organisent le relevé systématique du territoire national et la carte est publiée en 1841[7].

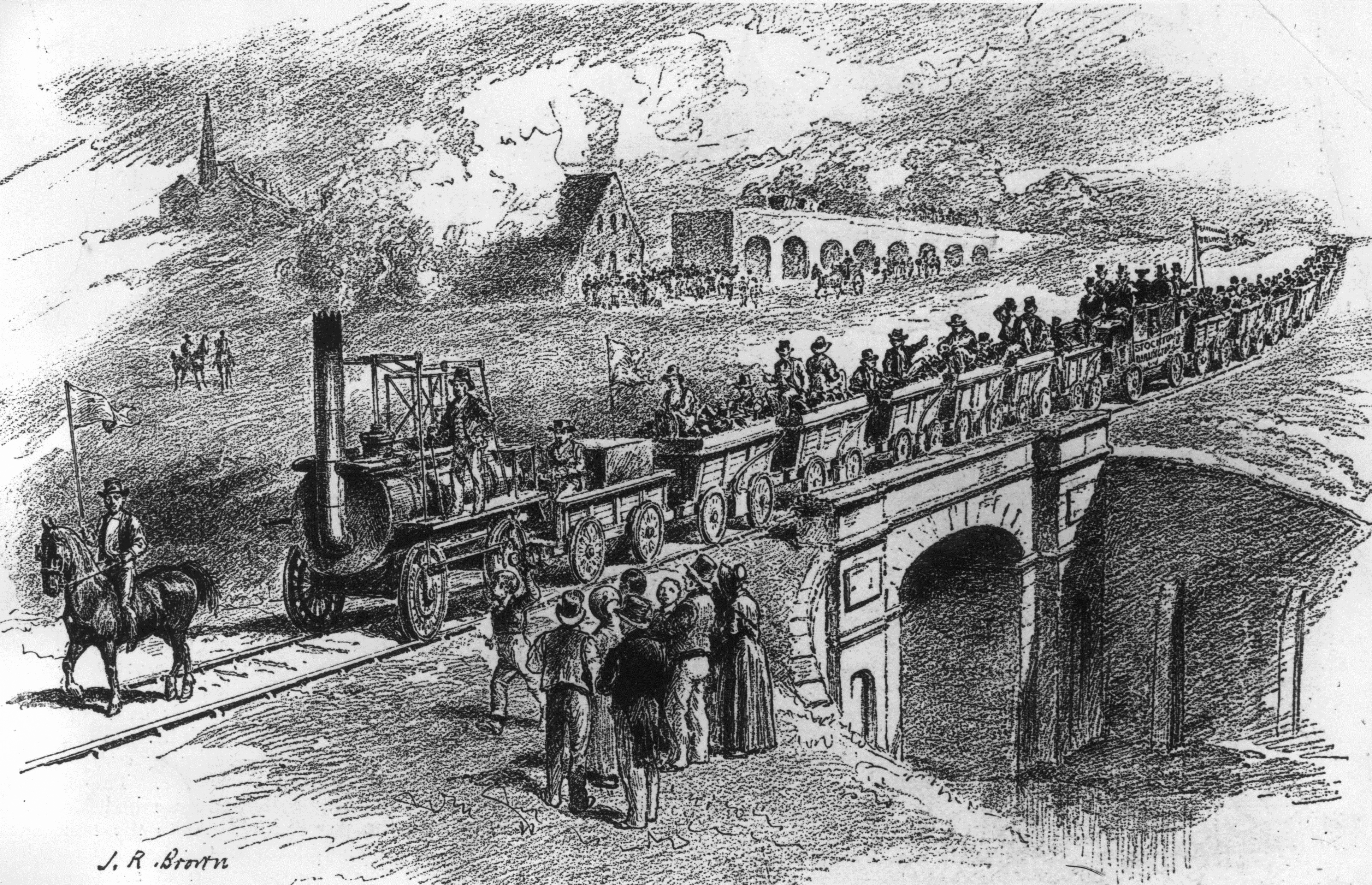
Ouverture du chemin de fer de Stockton et Darlington.

- 27 septembre : la première ligne de chemin de fer pour passagers est ouverte au Royaume-Uni entre Stockton et Darlington (40 km) ; elle est desservie par la  Locomotion n° 1, une Locomotive à vapeur construite par l'ingénieur George Stephenson[8].
- 3 novembre : István Széchenyi crée l’Académie des sciences de Hongrie, innaugurée le 17 novembre 1830[9]. Le comte József Teleki lui fait don de sa bibliothèque comptant 30 000 volumes en 1826[10].

- Friedrich Wöhler et Justus von Liebig réalisent vers 1824-1825 la première découverte confirmée d'isomères, dont l'existence et le nom ont été proposés par Berzelius. En travaillant avec de l'acide cyanique et de l'acide fulminique, ils déduisent de manière correcte que l'isomérie est causée par l'arrangement différent des atomes dans la structure moléculaire[11].
- Première machine à vapeur à Schemnitz en Slovaquie[12].
- François Arago ouvre aux journalistes les séances de l’Académie des sciences[13].

## Publications
- André-Marie Ampère : Théorie des phénomènes électrodynamiques.
- Augustin Louis Cauchy : Mémoire sur les intégrales définies, prises entre des limites imaginaires.
- Georges Cuvier : Discours sur les révolutions de la surface du globeCuvier défend la  fixité des espèces et l'hypothèse catastrophiste contre la théorie du transformisme[14].
- Richard Harlan : Fauna Americana.
- Pierre-Simon de Laplace : Traité de Mécanique céleste, Vol. 5.
- George Poulett Scrope : Considerations on Volcanos.
- Antonio Targioni Tozzetti : Raccolta di fiori, frutti ed agrumi piu ricercati per l'adornamento dei giardini disegnati al naturale da vari artisti.
- Charles Waterton : Wanderings in South America, the North-west of the United States, and the Antilles, in the years 1812, 1816, 1820, and 1824 ; with original instructions for the perfect preservation of birds, &c. for cabinets of natural history.

## Prix
- Médailles de la Royal Society
  - Médaille Copley : François Arago et Peter Barlow

## Naissances

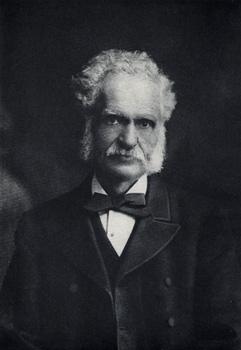
Henry Walter Bates

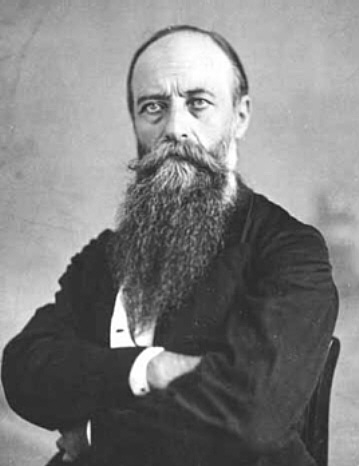
Augustus Le Plongeon

- 11 janvier : William Spottiswoode (mort en 1883), mathématicien et physicien britannique.
- 18 janvier : Edward Frankland (mort en 1899), chimiste britannique.

- 8 février : Henry Walter Bates (mort en 1892), entomologiste britannique.
- 26 février : Ludwig Rütimeyer (mort en 1895), paléontologue, zoologiste et anatomiste suisse.

- 13 mars : Friedrich Albert von Zenker (mort en 1898), anatomo-pathologiste allemand.
- 23 mars : Theodor Poesche (mort en 1899), anthropologue et auteur germano-américain.

- 1er mai : Johann Jakob Balmer (mort en 1898), physicien et mathématicien suisse.
- 3 mai : Guy de Charnacé (mort en 1909), écrivain, journaliste, agronome et musicologue français.
- 4 mai :
  - Thomas Henry Huxley (mort en 1895), biologiste et philosophe britannique.
  - Augustus Le Plongeon (mort en 1908), photographe, antiquaire et archéologue amateur britannique.
- 13 mai : John Lawrence LeConte (mort en 1883), entomologiste américain.
- 20 mai : George Phillips Bond (mort en 1865), astronome américain.

- 6 juin : Friedrich Bayer (mort en 1880), industriel allemand.
- 28 juin : Emil Erlenmeyer (mort en 1909), chimiste allemand.

- 9 juillet : Jules Oppert (mort en 1905), assyriologue français.
- 31 juillet : August Beer (mort en 1863), mathématicien, chimiste et physicien allemand.

- 17 octobre : Louis Joseph Troost (mort en 1911), chimiste français.
- 26 octobre : Johann Friedrich Julius Schmidt (mort en 1884), astronome et géophysicien allemand.

- 29 novembre : Jean-Martin Charcot (mort en 1893), médecin neurologue français.

- 2 décembre : Jules de Laurière (mort en 1894), archéologue français.
- 26 décembre : Felix Hoppe-Seyler (mort en 1895), chimiste et physiologiste allemand.

## Décès
- 8 janvier : Eli Whitney (né en 1765), inventeur américain.

- 15 avril : François-Antoine-Henri Descroizilles (né en 1751), chimiste français.
- 19 avril :
  - Joseph Hubert (né en 1747), scientifique, savant, botaniste et naturaliste réunionnais.
  - Marc-Auguste Pictet (né en 1752), astronome suisse.

- 22 juin : Johann Karl Burckhardt (né en 1773), astronome et mathématicien français d'origine allemande.

- 24 juillet : Nicolas Maurice Chompré (né en 1750), administrateur, diplomate, mathématicien et physicien français.
- 25 août : Louis de Gallois (né en 1775), ingénieur français.
- 9 septembre : Rudolf Eickemeyer (né en 1753), général de la Révolution, mathématicien et ingénieur allemand.

- 6 octobre : Bernard Germain de Lacépède (né en 1756), zoologiste et homme politique français.
- 28 octobre : Mathias Metternich (né en 1747), mathématicien, physicien, publicitaire et homme politique  allemand.